# Riserva naturale orientata Laguna di Capo Peloro
La riserva naturale orientata Laguna di Capo Peloro è un'area naturale protetta situata nel comune di Messina ed è stata istituita dalla Regione Siciliana nel 2001.
Occupa una superficie di 68,12 ettari ed è gestita dalla città metropolitana di Messina.
La Laguna di Capo Peloro è anche sito di importanza internazionale, inserito nel Water Project dell'UNESCO del 1972, e sito di importanza nazionale riconosciuto dalla Società Botanica Italiana. All'interno della riserva naturale vivono più di 400 specie acquatiche, di cui almeno dieci endemiche.